# 1300 pr. n. št.

## Rojstva
- Nefertari, egipčanska kraljica († okoli 1255 pr. n. št.)